# Четырёхсторонняя комиссия
Четырёхсторонняя комиссия (укр. Чотиристороння комісія) — комиссия, созданная в январе 1990 года из представителей Русской православной церкви, Украинского экзархата РПЦ, Римской курии и Украинской грекокатолической церкви для нормализации отношений между православными и греко-католиками на Западной Украине. Несмотря на проведение ряда заседаний и выработку инициатив по урегулированию межрелигиозного конфликта, практического улучшения ситуации не произошло. В марте 1990 года комиссия прекратила свою работу.

## Деятельность четырёхсторонней комиссии
В конце 1980-х годов на Украине произошла легализация грекокатолической церкви. В регионах Западной Украины начался процесс возврата храмов греко-католиками, переданных в юрисдикцию Русской православной церкви в середине XX века. Зачастую этот возврат сопровождался насильственными действиями. С октября 1989 года по январь 1990 года во Львовской, Ивано-Франковской и Тернопольской областях были зафиксированы 32 случая насильственного захвата храмов, а также угроз в адрес православных священнослужителей. В связи с обострением религиозной ситуации на Украине Русская православная церковь предложила прекратить официальный богословский диалог с Католической церковью, которую поддержали другие Поместные православные церкви. 16 января 1990 года на встрече представителей Русской православной церкви и Римско-католической церкви в Даниловом монастыре в Москве было принято решение о создании четырёхсторонней комиссии с целью урегулирования религиозной ситуации. В состав комиссии вошли: архиепископ Филадельфийский УГКЦ Стефан (Сулык) и секретарь Конгрегации по делам восточных церквей Мирослав (Марусин) (от Римской курии), митрополит Владимир (Стернюк) и епископ Ивано-Франковский Софрон (Дмитерко) (от УГКЦ), митрополит Воронежский и Липецкий Мефодий (Немцов) и епископ Хмельницкий и Каменец-Подольский Феодосий (Дикун) (от РПЦ), священник Александр Швец и епископ Львовский Ириней (Середний) (от Украинского экзархата РПЦ). Работа комиссии проходила в Киеве и Львове. Комиссия успешно рассмотрела семь имущественных споров православных и греко-католиков (члены комиссии распределили спорные храмы в Нестерове, Стрые, Золочеве и в ряде других населённых пунктов). 7 марта 1990 года комиссия приняла «Сообщение Четырёхсторонней комиссии по урегулированию отношений между православными и католиками восточного обряда на Западной Украине», который не был подписан представителями Украинской грекокатолической церкви. Отказ от подписания представители УГКЦ объяснили недовольством уничижительными формулировками документа в адрес греко-католиков, а также неясностью по вопросу церковного имущества. Так, представитель Ватикана Мирослав (Марусин) призвал митрополита Владимира не поднимать в ходе заседаний тему возврата греко-католикам кафедрального собора Святого Юра во Львове. 22 марта 1990 года представители УГКЦ объявили, что не будут соблюдать решения Четырёхсторонней комиссии, фактически завершив её работу.

## Оценки деятельности
Заключительный документ конференции Всемирного совета церквей по униатству (30 июня — 6 июля 1992 года, Женева) выразил сожаление по случаю выхода украинских греко-католиков из состава четырёхсторонней комиссии. Православная сторона в целом положительно оценивает деятельность Четырёхсторонней комиссии. К примеру, диакон Андрей Кураев отмечал позитивные инициативы комиссии:

Тогда была создана комиссия из представителей Московского патриархата, Киевской митрополии, униатов и представителей Ватикана. Дипломаты Москвы и Ватикана в 1989 г. нашли выход из кризиса: в каждом приходе надо провести референдум, и пусть люди свободно решат — переходит ли их община в унию или остаётся в Православной Церкви. Если большинство прихожан желает, чтобы храм остался православным, он остаётся таковым. Если большинство желает перейти в унию — храм становится униатским. Но при условии: победившее большинство в обоих случаях помогает меньшинству построить второй храм. Но всё осталось на бумаге. Тогда мы обратились в Ватикан, а нам ответили: „К сожалению, они нас не слушают“. Это удивительно, потому что вся суть унии состоит в том, что униаты слушают папу, сохраняя православные обряды. А тут вдруг такое непослушание!».
Православная сторона заявила, что работа комиссии была сорвана представителями Украинской грекокатолической церкви. По мнению Русской православной церкви, выход из комиссии греко-католиков в одностороннем порядке продолжил кампанию по насильственному захвату православных храмов. Так, в 2001 году глава отдела внешних церковных связей Московского патриархата митрополит Смоленский и Калининградский Кирилл обвинил в срыве работы комиссии греко-католиков, подвергшихся давлению со стороны националистического движения «Рух».
Представители греко-католиков митрополит Владимир Стернюк и епископ Софрон Дмитерко выразили неудовлетворённость деятельностью комиссии. Греко-католики предъявили комиссии следующие претензии: признание Московским патриархатом УГКЦ религиозной группой, а не Церковью и выполнение представителями Ватикана «пожеланий РПЦ». Греко-католики требовали от РПЦ признать нелегитимность Львовского собора 1946 года. Существует мнение, что деятельность Четырёхсторонней комиссии оказалась безрезультатной из-за отсутствия в её составе представителей православных, которые не желали быть под юрисдикцией Московского патриархата (так называемые «автокефалисты» из УАПЦ). Работа комиссии также подверглась критике активных мирян УГКЦ, среди которых были писательница Ирина Калинец и председатель Комитета обороны Греко-католической церкви Иван Гель.